# 比安卡·卡佩洛
比安卡·卡佩洛（義大利語：Bianca Cappello，1548年—1587年10月20日），托斯卡納大公夫人，弗朗切斯科一世·德·美第奇的第二任妻子。
比安卡原為法蘭西斯科一世的情婦。1576年，比安卡為法蘭西斯科生下一名兒子：安東尼奧。法蘭西斯科的元配奧地利的約翰娜於1578年去世，隔年法蘭西斯科與比安卡結婚，比安卡成為大公夫人。1587年，法蘭西斯科與比安卡於波焦阿卡亚诺被人下毒，法蘭西斯科的弟弟費迪南多繼位為托斯卡納大公。